# Río Tercero (ville)
Río Tercero est une ville du département de Tercero Arriba dans la province de Cordoba en Argentine.
La ville est située sur le Río Tercero, fleuve homonyme.